# Anneliese Rubie-Renshaw
Anneliese Rubie-Renshaw (* 22. April 1992 in Canberra als Anneliese Rubie) ist eine australische Sprinterin, die sich auf den 400-Meter-Lauf spezialisiert hat.

## Sportliche Laufbahn
Erste internationale Erfahrungen sammelte Anneliese Rubie-Renshaw bei den Juniorenweltmeisterschaften 2010 in Moncton, bei denen sie mit 54,39 s im Halbfinale ausschied und sich mit der australischen 4-mal-400-Meter-Staffel in 3:39,64 min ebenfalls nicht für das Finale qualifizierte. 2011 gelangte sie bei der Sommer-Universiade in Shenzhen bis in das Halbfinale, trat dort aber nicht mehr an. Mit der Staffel nahm sie an den Weltmeisterschaften in Daegu teil und schied dort mit 3:32,27 min im Vorlauf aus. Bei den IAAF World Relays 2014 auf den Bahamas siegte sie mit in 3:31,01 min im B-Finale. Bei den Commonwealth Games in Glasgow erreichte sie über 400 m das Halbfinale, in dem sie in 52,55 s ausschied und belegte mit der australischen 4-mal-400-Meter-Stafette in 3:30,27 min den vierten Platz. Beim Leichtathletik-Continentalcup in Marrakesch wurde sie über 400 Meter Siebte und mit der asiatisch-pazifischen 4-mal-400-Meter-Stafette Vierte.
Bei den IAAF World Relays 2015 wurde sie in 3:30,03 min Siebte. Sie qualifizierte sich erneut für die Weltmeisterschaften in Peking, bei denen sie im 400-Meter-Bewerb bis in das Halbfinale gelangte und dort mit 52,04 s ausschied. Mit der 4-mal-400-Meter-Staffel schied sie in 3:28,61 min in der ersten Runde aus. 2016 erfolgte die Teilnahme an den Olympischen Spielen in Rio de Janeiro, bei denen sie im Einzelbewerb mit 51,96 s im Halbfinale ausschied. Zudem wurde sie mit der australischen Stafette in 3:27,45 min Achte. Bei den IAAF World Relays 2017 wurde sie in 3:28,80 s Fünfte und schied mit der Staffel bei den Weltmeisterschaften in London mit 3:28,02 s in der ersten Runde aus. 2018 nahm sie erneut an den Commonwealth Games im heimischen Gold Coast teil, wurde dort in 52,03 s Siebte über 400 Meter und belegte mit der Staffel in 3:27,43 min den fünften Rang. Im September belegte sie beim Leichtathletik-Continentalcup in Ostrava in 52,50 s den achten Platz über 400 Meter sowie Rang  drei im 4-mal-400-Meter-Staffel-Bewerb. 2021 startete sie mit der Staffel erneut bei den Olympischen Sommerspielen in Tokio und verpasste dort mit 3:30,61 min den Finaleinzug.
In den Jahren 2015 und 2018 wurde Rubie Australische Meisterin im 400-Meter-Lauf. Sie absolvierte ein Kunststudium an der Universität Sydney.

## Persönliche Bestleistungen
- 300 Meter: 37,79 s, 13. März 2021 in Sydney
- 400 Meter: 51,51 s, 10. April 2018 in Gold Coast